# James Bay (Sänger)/Auszeichnungen für Musikverkäufe

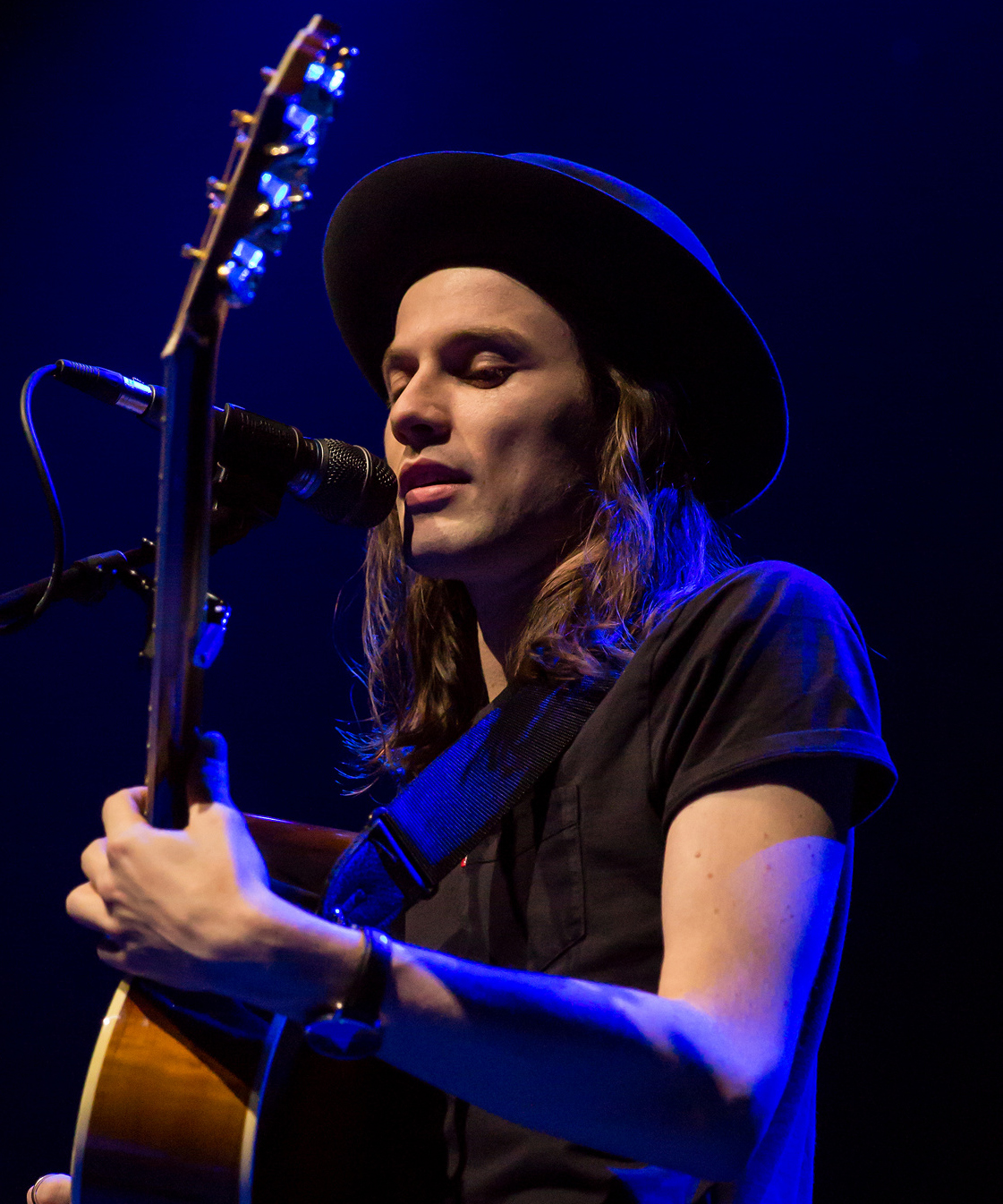
James Bay (2015)

Dies ist eine Übersicht über die Auszeichnungen für Musikverkäufe des britischen Singer-Songwriters James Bay. Die Auszeichnungen finden sich nach ihrer Art (Gold, Platin usw.), nach Staaten getrennt in chronologischer Reihenfolge, geordnet sowie nach den Tonträgern selbst, ebenfalls in chronologischer Reihenfolge, getrennt nach Medium (Alben, Singles usw.), wieder.

## Auszeichnungen
| - Vereinigtes Königreich - 2017: für die Autorenbeteiligung Raging (Kygo) - 2020: für das Album Electric Light - 2021: für die Single Peer Pressure - 2025: für die Single Craving - Australien - 2015: für das Album Chaos and the Calm - Belgien - 2016: für die Single Let It Go - Brasilien - 2024: für die Single Bad - 2024: für die Single Wild Love - Dänemark - 2017: für die Autorenbeteiligung Raging (Kygo) - 2023: für die Single Us - 2023: für die Single If You Ever Want to Be in Love - 2024: für die Single Peer Pressure - Deutschland - 2015: für das Album Chaos and the Calm - Italien - 2019: für die Single If You Ever Want to Be in Love - 2021: für die Single Us - 2023: für das Album Chaos and the Calm - Kanada - 2017: für die Autorenbeteiligung Raging (Kygo) - 2019: für die Single Pink Lemonade - 2019: für die Single Peer Pressure - Mexiko - 2018: für das Album Chaos and the Calm - Neuseeland - 2016: für die Single Scars - Norwegen - 2016: für das Album Chaos and the Calm - Österreich - 2015: für das Album Chaos and the Calm - 2018: für die Single Hold Back the River - Polen - 2022: für die Single Us - 2022: für die Autorenbeteiligung Raging (Kygo) - Portugal - 2020: für die Single Hold Back the River - 2020: für die Single If You Ever Want to Be in Love - 2020: für die Single Us - 2020: für die Single Wild Love - Schweden - 2015: für das Album Chaos and the Calm - Schweiz - 2015: für das Album Chaos and the Calm - 2015: für die Single Hold Back the River - Singapur - 2019: für das Album Chaos and the Calm - Spanien - 2024: für die Single Hold Back the River - 2024: für die Single If You Ever Want to Be in Love - 2024: für die Single Us - 2025: für die Single Peer Pressure - Vereinigte Staaten - 2022: für das Lied Need The Sun To Break - 2025: für die Single Peer Pressure - Vereinigtes Königreich - 2013: für das Lied Need The Sun To Break - 2021: für die Single Best Fake Smile - 2024: für die Single Wild Love - 2025: für die Single Scars | - Brasilien - 2024: für die Single Peer Pressure - Deutschland - 2024: für die Single Let It Go - 2024: für die Single Hold Back the River - Italien - 2018: für die Autorenbeteiligung Raging (Kygo) - Mexiko - 2019: für die Autorenbeteiligung Raging (Kygo) - Neuseeland - 2021: für die Single Peer Pressure - 2022: für die Single If You Ever Want to Be in Love - Niederlande - 2015: für die Single Let It Go - Norwegen - 2016: für die Single Let It Go - Portugal - 2022: für die Single Peer Pressure - Spanien - 2024: für die Single Let It Go - Vereinigte Staaten - 2020: für das Album Chaos and the Calm - 2024: für die Single Us - Vereinigtes Königreich - 2024: für die Single If You Ever Want to Be in Love - 2024: für die Single Us - Brasilien - 2024: für die Single Hold Back the River - 2024: für die Single Let It Go - 2024: für die Single Us - Dänemark - 2020: für das Album Chaos and the Calm - 2021: für die Single Hold Back the River - Kanada - 2018: für das Album Chaos and the Calm - Neuseeland - 2025: für das Album Chaos and the Calm - Niederlande - 2015: für die Single Hold Back the River - Norwegen - 2016: für die Single Hold Back the River - Portugal - 2020: für die Single Let It Go - Schweden - 2016: für die Single Let It Go - Vereinigte Staaten - 2025: für die Single Hold Back the River | - Australien - 2015: für die Single Hold Back the River - 2016: für die Single Let It Go - Dänemark - 2023: für die Single Let It Go - Italien - 2018: für die Single Hold Back the River - Schweden - 2015: für die Single Hold Back the River - Vereinigtes Königreich - 2021: für das Album Chaos and the Calm - Kanada - 2025: für die Single Hold Back the River - Neuseeland - 2024: für die Single Hold Back the River - Vereinigtes Königreich - 2022: für die Single Let It Go - 2023: für die Single Hold Back the River - Neuseeland - 2024: für die Single Let It Go - Vereinigte Staaten - 2025: für die Single Let It Go - Kanada - 2025: für die Single Let It Go |

## Auszeichnungen nach Alben

### Chaos and the Calm
| Land/Region                  | Auszeichnungen für Musikverkäufe (Land/Region, Auszeichnung, Verkäufe) | Verkäufe  |
| ---------------------------- | ---------------------------------------------------------------------- | --------- |
| Australien (ARIA)            | Gold                                                                   | 35.000    |
| Dänemark (IFPI)              | 2× Platin                                                              | 40.000    |
| Deutschland (BVMI)           | Gold                                                                   | 100.000   |
| Italien (FIMI)               | Gold                                                                   | 25.000    |
| Kanada (MC)                  | 2× Platin                                                              | 160.000   |
| Mexiko (AMPROFON)            | Gold                                                                   | 30.000>   |
| Neuseeland (RMNZ)            | 2× Platin                                                              | 30.000    |
| Norwegen (IFPI)              | Gold                                                                   | 15.000    |
| Österreich (IFPI)            | Gold                                                                   | 7.500     |
| Schweden (IFPI)              | Gold                                                                   | 20.000    |
| Schweiz (IFPI)               | Gold                                                                   | 10.000    |
| Singapur (RIAS)              | Gold                                                                   | 5.000     |
| Vereinigte Staaten (RIAA)    | Platin                                                                 | 1.000.000 |
| Vereinigtes Königreich (BPI) | 3× Platin                                                              | 900.000   |
| Insgesamt                    | 9× Gold · 10× Platin ·                                                 | 2.377.500 |

### Electric Light
| Land/Region                  | Auszeichnungen für Musikverkäufe (Land/Region, Auszeichnung, Verkäufe) | Verkäufe |
| ---------------------------- | ---------------------------------------------------------------------- | -------- |
| Vereinigtes Königreich (BPI) | Silber                                                                 | 60.000   |
| Insgesamt                    | 1× Silber ·                                                            | 60.000   |

## Auszeichnungen nach Singles

### Let It Go
| Land/Region                  | Auszeichnungen für Musikverkäufe (Land/Region, Auszeichnung, Verkäufe) | Verkäufe   |
| ---------------------------- | ---------------------------------------------------------------------- | ---------- |
| Australien (ARIA)            | 3× Platin                                                              | 210.000    |
| Belgien (BRMA)               | Gold                                                                   | 15.000     |
| Brasilien (PMB)              | 2× Platin                                                              | 120.000    |
| Dänemark (IFPI)              | 3× Platin                                                              | 270.000    |
| Deutschland (BVMI)           | Platin                                                                 | 600.000    |
| Kanada (MC)                  | Diamant                                                                | 800.000    |
| Neuseeland (RMNZ)            | 6× Platin                                                              | 180.000    |
| Niederlande (NVPI)           | Platin                                                                 | 30.000     |
| Norwegen (IFPI)              | Platin                                                                 | 40.000     |
| Portugal (AFP)               | 2× Platin                                                              | 20.000     |
| Schweden (IFPI)              | 2× Platin                                                              | 80.000     |
| Spanien (Promusicae)         | Platin                                                                 | 60.000     |
| Vereinigte Staaten (RIAA)    | 7× Platin                                                              | 7.000.000  |
| Vereinigtes Königreich (BPI) | 4× Platin                                                              | 2.400.000  |
| Insgesamt                    | 1× Gold · 33× Platin · 1× Diamant ·                                    | 11.825.000 |

### Hold Back the River
| Land/Region                  | Auszeichnungen für Musikverkäufe (Land/Region, Auszeichnung, Verkäufe) | Verkäufe  |
| ---------------------------- | ---------------------------------------------------------------------- | --------- |
| Australien (ARIA)            | 3× Platin                                                              | 210.000   |
| Brasilien (PMB)              | 2× Platin                                                              | 120.000   |
| Dänemark (IFPI)              | 2× Platin                                                              | 180.000   |
| Deutschland (BVMI)           | Platin                                                                 | 600.000   |
| Italien (FIMI)               | 3× Platin                                                              | 150.000   |
| Kanada (MC)                  | 4× Platin                                                              | 320.000   |
| Neuseeland (RMNZ)            | 4× Platin                                                              | 120.000   |
| Niederlande (NVPI)           | 2× Platin                                                              | 60.000    |
| Norwegen (IFPI)              | 2× Platin                                                              | 80.000    |
| Österreich (IFPI)            | Gold                                                                   | 15.000    |
| Portugal (AFP)               | Gold                                                                   | 5.000     |
| Schweden (IFPI)              | 3× Platin                                                              | 120.000   |
| Schweiz (IFPI)               | Gold                                                                   | 15.000    |
| Spanien (Promusicae)         | Gold                                                                   | 30.000    |
| Vereinigte Staaten (RIAA)    | 2× Platin                                                              | 2.000.000 |
| Vereinigtes Königreich (BPI) | 4× Platin                                                              | 2.400.000 |
| Insgesamt                    | 4× Gold · 32× Platin ·                                                 | 6.425.000 |

### Scars
| Land/Region                  | Auszeichnungen für Musikverkäufe (Land/Region, Auszeichnung, Verkäufe) | Verkäufe |
| ---------------------------- | ---------------------------------------------------------------------- | -------- |
| Neuseeland (RMNZ)            | Gold                                                                   | 7.500    |
| Vereinigtes Königreich (BPI) | Gold                                                                   | 400.000  |
| Insgesamt                    | 2× Gold ·                                                              | 407.500  |

### If You Ever Want to Be in Love
| Land/Region                  | Auszeichnungen für Musikverkäufe (Land/Region, Auszeichnung, Verkäufe) | Verkäufe |
| ---------------------------- | ---------------------------------------------------------------------- | -------- |
| Dänemark (IFPI)              | Gold                                                                   | 45.000   |
| Italien (FIMI)               | Gold                                                                   | 25.000   |
| Neuseeland (RMNZ)            | Platin                                                                 | 30.000   |
| Portugal (AFP)               | Gold                                                                   | 5.000    |
| Spanien (Promusicae)         | Gold                                                                   | 30.000   |
| Vereinigtes Königreich (BPI) | Platin                                                                 | 600.000  |
| Insgesamt                    | 4× Gold · 2× Platin ·                                                  | 735.000  |

### Best Fake Smile
| Land/Region                  | Auszeichnungen für Musikverkäufe (Land/Region, Auszeichnung, Verkäufe) | Verkäufe |
| ---------------------------- | ---------------------------------------------------------------------- | -------- |
| Vereinigtes Königreich (BPI) | Gold                                                                   | 400.000  |
| Insgesamt                    | 1× Gold ·                                                              | 400.000  |

### Craving
| Land/Region                  | Auszeichnungen für Musikverkäufe (Land/Region, Auszeichnung, Verkäufe) | Verkäufe |
| ---------------------------- | ---------------------------------------------------------------------- | -------- |
| Vereinigtes Königreich (BPI) | Silber                                                                 | 200.000  |
| Insgesamt                    | 1× Silber ·                                                            | 200.000  |

### Wild Love
| Land/Region                  | Auszeichnungen für Musikverkäufe (Land/Region, Auszeichnung, Verkäufe) | Verkäufe |
| ---------------------------- | ---------------------------------------------------------------------- | -------- |
| Brasilien (PMB)              | Gold                                                                   | 20.000   |
| Portugal (AFP)               | Gold                                                                   | 5.000    |
| Vereinigtes Königreich (BPI) | Gold                                                                   | 400.000  |
| Insgesamt                    | 3× Gold ·                                                              | 425.000  |

### Us
| Land/Region                  | Auszeichnungen für Musikverkäufe (Land/Region, Auszeichnung, Verkäufe) | Verkäufe  |
| ---------------------------- | ---------------------------------------------------------------------- | --------- |
| Brasilien (PMB)              | 2× Platin                                                              | 80.000    |
| Dänemark (IFPI)              | Gold                                                                   | 45.000    |
| Italien (FIMI)               | Gold                                                                   | 35.000    |
| Polen (ZPAV)                 | Gold                                                                   | 25.000    |
| Portugal (AFP)               | Gold                                                                   | 5.000     |
| Spanien (Promusicae)         | Gold                                                                   | 30.000    |
| Vereinigte Staaten (RIAA)    | Platin                                                                 | 1.000.000 |
| Vereinigtes Königreich (BPI) | Platin                                                                 | 600.000   |
| Insgesamt                    | 5× Gold · 4× Platin ·                                                  | 1.820.000 |

### Pink Lemonade
| Land/Region | Auszeichnungen für Musikverkäufe (Land/Region, Auszeichnung, Verkäufe) | Verkäufe |
| ----------- | ---------------------------------------------------------------------- | -------- |
| Kanada (MC) | Gold                                                                   | 40.000   |
| Insgesamt   | 1× Gold ·                                                              | 40.000   |

### Peer Pressure
| Land/Region                  | Auszeichnungen für Musikverkäufe (Land/Region, Auszeichnung, Verkäufe) | Verkäufe |
| ---------------------------- | ---------------------------------------------------------------------- | -------- |
| Brasilien (PMB)              | Platin                                                                 | 40.000   |
| Dänemark (IFPI)              | Gold                                                                   | 45.000   |
| Kanada (MC)                  | Gold                                                                   | 40.000   |
| Neuseeland (RMNZ)            | Platin                                                                 | 30.000   |
| Portugal (AFP)               | Platin                                                                 | 10.000   |
| Spanien (Promusicae)         | Gold                                                                   | 30.000   |
| Vereinigte Staaten (RIAA)    | Gold                                                                   | 500.000  |
| Vereinigtes Königreich (BPI) | Silber                                                                 | 200.000  |
| Insgesamt                    | 1× Silber · 4× Gold · 3× Platin ·                                      | 895.000  |

### Bad
| Land/Region     | Auszeichnungen für Musikverkäufe (Land/Region, Auszeichnung, Verkäufe) | Verkäufe |
| --------------- | ---------------------------------------------------------------------- | -------- |
| Brasilien (PMB) | Gold                                                                   | 20.000   |
| Insgesamt       | 1× Gold ·                                                              | 20.000   |

## Auszeichnungen nach Liedern

### Need The Sun To Break
| Land/Region                  | Auszeichnungen für Musikverkäufe (Land/Region, Auszeichnung, Verkäufe) | Verkäufe |
| ---------------------------- | ---------------------------------------------------------------------- | -------- |
| Vereinigte Staaten (RIAA)    | Gold                                                                   | 500.000  |
| Vereinigtes Königreich (BPI) | Gold                                                                   | 400.000  |
| Insgesamt                    | 2× Gold ·                                                              | 900.000  |

## Auszeichnungen nach Autorenbeteiligungen

### Raging(Kygo)
| Land/Region                  | Auszeichnungen für Musikverkäufe (Land/Region, Auszeichnung, Verkäufe) | Verkäufe |
| ---------------------------- | ---------------------------------------------------------------------- | -------- |
| Dänemark (IFPI)              | Gold                                                                   | 45.000   |
| Italien (FIMI)               | Platin                                                                 | 50.000   |
| Kanada (MC)                  | Gold                                                                   | 40.000   |
| Mexiko (AMPROFON)            | Platin                                                                 | 60.000   |
| Polen (ZPAV)                 | Gold                                                                   | 25.000   |
| Vereinigtes Königreich (BPI) | Silber                                                                 | 200.000  |
| Insgesamt                    | 1× Silber · 3× Gold · 2× Platin ·                                      | 420.000  |

## Statistik und Quellen
| Land/RegionAuszeichnungen für Musikverkäufe (Land/Region, Auszeichnungen, Verkäufe, Quellen) | Silber     | Gold       | Platin       | Diamant  | Verkäufe   | Quellen              |
| -------------------------------------------------------------------------------------------- | ---------- | ---------- | ------------ | -------- | ---------- | -------------------- |
| Australien (ARIA)                                                                            | —          | Gold1      | 6× Platin6   | —        | 455.000    | aria.com.au          |
| Belgien (BRMA)                                                                               | —          | Gold1      | —            | —        | 15.000     | ultratop.be          |
| Brasilien (PMB)                                                                              | —          | 2× Gold2   | 7× Platin7   | —        | 400.000    | pro-musicabr.org.br  |
| Dänemark (IFPI)                                                                              | —          | 4× Gold4   | 7× Platin7   | —        | 670.000    | ifpi.dk              |
| Deutschland (BVMI)                                                                           | —          | Gold1      | 2× Platin2   | —        | 1.300.000  | musikindustrie.de    |
| Italien (FIMI)                                                                               | —          | 3× Gold3   | 4× Platin4   | —        | 285.000    | fimi.it              |
| Kanada (MC)                                                                                  | —          | 3× Gold3   | 6× Platin6   | Diamant1 | 1.400.000  | musiccanada.com      |
| Mexiko (AMPROFON)                                                                            | —          | Gold1      | Platin1      | —        | 90.000     | amprofon.com.mx      |
| Neuseeland (RMNZ)                                                                            | —          | Gold1      | 14× Platin14 | —        | 397.500    | radioscope.co.nz NZ2 |
| Niederlande (NVPI)                                                                           | —          | —          | 3× Platin3   | —        | 90.000     | nvpi.nl              |
| Norwegen (IFPI)                                                                              | —          | Gold1      | 3× Platin3   | —        | 135.000    | ifpi.no              |
| Österreich (IFPI)                                                                            | —          | 2× Gold2   | —            | —        | 22.500     | ifpi.at              |
| Polen (ZPAV)                                                                                 | —          | 2× Gold2   | —            | —        | 50.000     | olis.pl              |
| Portugal (AFP)                                                                               | —          | 4× Gold4   | 3× Platin3   | —        | 50.000     | Einzelnachweise      |
| Schweden (IFPI)                                                                              | —          | Gold1      | 5× Platin5   | —        | 220.000    | sverigetopplistan.se |
| Schweiz (IFPI)                                                                               | —          | 2× Gold2   | —            | —        | 25.000     | hitparade.ch         |
| Singapur (RIAS)                                                                              | —          | Gold1      | —            | —        | 5.000      | rias.org.sg          |
| Spanien (Promusicae)                                                                         | —          | 4× Gold4   | Platin1      | —        | 180.000    | elportaldemusica.es  |
| Vereinigte Staaten (RIAA)                                                                    | —          | 2× Gold2   | 11× Platin11 | —        | 12.000.000 | riaa.com             |
| Vereinigtes Königreich (BPI)                                                                 | 5× Silber5 | 3× Gold3   | 13× Platin13 | —        | 8.960.000  | bpi.co.uk            |
| Insgesamt                                                                                    | 5× Silber5 | 39× Gold39 | 86× Platin86 | Diamant1 |            |                      |